# Stenoniscus
Genre
Stenoniscus est un genre de cloportes de la famille des Stenoniscidae.

## Liste des espèces
Selon GBIF (18 février 2023) :
- Stenoniscus aenariensis (Verhoeff, 1942)
- Stenoniscus carinatus Silvestri, 1897
- Stenoniscus contogensis Mulaik, 1960
- Stenoniscus nestori López-Orozco, Taiti & Campos-Filho, 2022
- Stenoniscus pleonalis Aubert & Dollfus, 1890
- Stenoniscus plutonis (Verhoeff, 1942)

## Systématique
Le nom valide complet (avec auteur) de ce taxon est Stenoniscus Aubert & Dollfus, 1890.
Stenoniscus a pour synonyme :
- Parastenoniscus Verhoeff, 1908